# Hude (Oldenburg)
 For alternative betydninger, se Hude. (Se også artikler, som begynder med Hude)
Hude er en by med knap 15.900 indbyggere beliggende i den nordlige del af Landkreis Oldenburg i den tyske delstat Niedersachsen.

## Geografi
Kommunen ligger ved udkanten af Wildeshauser Geest og er præget af småvandløb og sumpområder. Kommunen ligger mellem 31,5 moh. ved Hohenbökener Weg, og 0,2 moh. ved Hollersiel.
Kommunen har et areal på 124,6 km², hvoraf 92,9 km²
er landbrugsland. Derudover er der 11,46 km² skov og 8,98 km² bebyggede områder og veje.

### Inddeling
I Hude Kommune ligger følgende bydele, landsbyer og bebyggelser:
| - Altmoorhausen - Hemmelsberg - Holle - Holler-Neuenwege - Hudermoor - Hurrel - Kirchkimmen - Lintel - Maibusch - Nordenholz | - Nordenholzermoor - Oberhausen - Tweelbäke-Ost - Vielstedt - Wraggenort - Wüsting-Grummersort - Wüsting-Holler-Neuenwege - Wüsting-Wraggenort - Hude Süd - Hude Nord |